# Denis Selimovič
Denis Selimovič (22 giugno 1979) è un ex calciatore sloveno, di ruolo centrocampista.

## Carriera

### Club
Selimovič iniziò la carriera con la maglia del Triglav, per passare poi nello NK Lubiana. Dopo un'esperienza al Drava Ptuj, tornò allo NK Lubiana e si accordò successivamente con il Primorje.
Il 9 febbraio 2007 fu reso noto il suo trasferimento ai norvegesi dello Aalesund. Debuttò nella Tippeligaen il 20 giugno 2007, sostituendo Dag Roar Ørsal nella sconfitta per 2-1 sul campo del Brann. Il 5 aprile 2008 segnò la prima rete, nel 4-2 inflitto al Brann.
Il calciatore, dopo quest'esperienza, tornò in patria per giocare nello Željezničar.